# (Report,) Botanical Society and Exchange Club of the British Isles
(Report,) Botanical Society and Exchange Club of the British Isles, (abreujat Rep. Bot. Soc. Exch. Club Brit. Isles), va ser una revista il·lustrada amb descripcions botàniques que va ser editada per la Botanical Society and Exchange Club of the British Isles des de l'any 1914 al 1947, es van publicar els volums 4 al 13. Va ser precedida per Botanical Exchange Club of the British Isles.